# 獨裁政體
独裁政體，又稱獨裁政府、獨裁體制、專政，是政治學概念，指由一個人或少數人集團，擁有絕對政治權力而不受憲政與法律限制的政體。這種一人或少数人统治的體制，和「多数人的统治」的民主相對立。獨裁體制的統治權常由一人或一集團所壟斷，通過不同的鎮壓機制來發揮其政治權威。
獨裁體制會導致集權和極權，並違反人民主權原則，違背有限政府及權力分立和制衡等政府組織原則。近代以來的政治理論都反對獨裁政體，認為此類政體侵害和違背民眾利益，甚至危害人民的生命及財產安全。
在兩次世界大戰之間，不少學者將独裁政體分為三類型：憲政獨裁、反革命獨裁及法西斯獨裁，然而世界各地發展出許多不同於這些類型的獨裁如宗教獨裁、家族獨裁、資本專制等。

## 獨裁的類型
極權主義的到來標誌著20世紀新政治時代的開始。根據漢娜·阿倫特的說法，極權主義是一種極端形式的新式專政，由“孤立的個體”組成。她申明，意識形態在定義整個社會的組織方式方面起著主導作用。根據政治學家胡安·林茲的觀點，威權政權與極權政權之間的區別在於，威權政權試圖扼殺政治和政治動員，而極權主義則試圖控制政治和政治動員。
但是，最新的分類之一未將極權主義確定為專政的一種形式。在芭芭拉·格德斯（Barbara Geddes）的研究中，她專注於精英領袖與精英大眾關係如何影響專制政治。格德斯確定了在專政中構成精英政治的關鍵機構。該研究基於以下因素，並且與這些因素直接相關：分類的簡單性，跨國適用性，對精英和領導人的重視以及將機構（政黨和軍隊）納入塑造政治的中心。根據格德斯的說法，獨裁政府可以分為五類：軍事專政，單黨專政，個人專政，君主制，混合專政。

### 軍事獨裁
軍事獨裁政權是由一群軍官掌權，決定誰將領導該國並對政策施加影響的政權。高級精英和領導人是軍事獨裁的成員。軍事獨裁的特點是由專業化的軍隊作為機構進行統治。在軍事政權中，精英被稱為軍政府成員。他們通常是軍隊的高級官員（通常是其他高級官員）。

### 一黨專政
一黨專政是一黨主導政治的政權。在一黨專政中，單一的政黨有權獲得政治職位並控制政策。且政黨精英通常是執政機構的成員，有時也稱為中央委員會，政治局或秘書處。 這些人控制著黨員的選拔，組織給支持者的利益分配，動員公民投票以表示對黨魁的支持。

### 個人獨裁
個人獨裁即為所有權力都掌握在個人手中的制度。個人專政主義與其他形式的專政在獲取關鍵政治職位時有所不同，主要取決於獨裁者個人的判斷力。獨裁者可以是軍隊成員或政黨領導人。但是，無論是軍隊或者政黨都無法獨立行使政治權力。在個人獨裁中，精英軍團通常由獨裁者的親密朋友或家庭成員組成，且這些人多數由獨裁者親自選出。
根據2019年的研究，個人主義專政比其他形式的專政更具壓制性。

### 混合獨裁
混合獨裁政權是融合了個人獨裁，一黨專政和軍事獨裁的政權。當某一政權具有這三種形式的特徵時，它們被稱為三重威脅。混合獨裁的最常見形式是個人獨裁/一黨專政和個人獨裁/軍事獨裁。

## 詞源
英语中獨裁政體一词的词根來自拉丁語：，是羅馬共和時期的一種特殊政治體制，源自於羅馬共和時期的獨裁官官銜。在面臨重大危機的特殊狀況下，國家的所有權力會暫時交給獨裁官進行統治，這種政治體制稱為。在這個體制下，獨裁官的命令超越任何法律，不受任何節制，他的地位被比擬為希臘的僭主或東方的專制君主（拉丁化：despótēs，之後成為英語：的词根）更高。尤利烏斯·凱撒被任命為終身獨裁官（Dictator perpetuo）之後遭暗殺，這個官銜不再被使用。
根據《梅里亞姆-韋伯斯特字典》定義，獨裁政體是一種政府形式，由一個單一個人，或一個小群體，集中掌握了絶對的權力。獨裁（英語：Autocracy）、寡頭統治（oligarchy）與僭主（tyrant）這幾個源自古希臘語的名詞在某種程度上也被當成同義詞來使用。獨裁政體和獨裁（autocracy）在一般概念使用上差異不大，其主要區分在於前者主要靠暴力或武力，而後者主要靠輸誠的臣民。
獨裁這個用語在中國古代已經存在，但主要當成動詞或形容詞，不是專門名詞。獨裁被當成一種使用於政體的專門術語，源自於日本。在日本明治時期，1866年，福澤諭吉譯《西洋事情》，將英語：意譯為立君獨裁。隨後，英語：也被意譯為獨裁。梁啟超在《清議報》發表的文章，首次將獨裁主義或獨裁政體這個譯名由日本引入中國。但是英語：（或譯為獨裁、専制政治）、英語：（或譯為專制獨裁、專制主義）等術語在日本都被同樣漢譯為獨裁，此外，它也被譯為专政或專制，梁啟超等人在行文中，也沒有做出嚴格的區別。在民國時期，也有直接音譯成狄克推多的用法。

## 分類及分佈

根據经济学人信息社公佈的2020年民主指数所繪製的地圖，其中越接近深綠色，則民主程度越高；越接近深紅色，則獨裁程度越高。

### 与民主制的區別
作為政治制度，獨裁政體和民主政體的區別，主要在於獨裁政體中司法權和立法權受行政權的控制，而民主政體中司法權和立法權獨立的分權制，比較能保障行政權不因過度集權而獨裁；民主較以法治和民意為基礎。
政治科學有多種評估政體是否民主及是否獨裁的評估及量化指標，经济学人信息社不定期公佈的民主指数為其中一例（2011年的資料見圖右）。
政治科學家Cheibub等人所整理的民主與獨裁指數（又稱DD資料集）將199個國家自1946年至2008年民主水平進行分類將世界各國粗分成民主及獨裁政體兩大類型後，再將民主的再細分成：議會制民主、混合型（半總統制）民主、總統制民主，獨裁的再細分成：皇家獨裁、文官獨裁（civilian dictatorship）、軍事獨裁。右列兩圖呈現該資料集的1988年及2008年度DD資料。

### 民主化
政權由獨裁體制轉變成民主體制的過程，稱為民主化。
（參看右例兩圖1988年至2008年的變化，如非洲及亞洲）
歷史上1980年代之後的第三波民主化中，亞洲、非洲、南美洲和東歐許多國家獨裁政體相繼崩潰，是人類史上個案最多，規模最大的民主化浪潮。
在東亞，從獨裁體制轉變成民主體制的國家有蒙古、大韓民國、中華民國等等。
近年来，联合国成员中的独裁政体影响力越来越大。，並因此引發有關爭議，如中華人民共和國、俄羅斯、古巴、沙特阿拉伯、哈薩克、阿塞拜疆、埃及、阿爾及利亞、越南、喀麥隆、安哥拉、索馬利亞、剛果民主共和國、厄立特裏亞、布隆迪等獨裁政權（國家）取得聯合國人權委員會席次引發國際爭議。
有观点认为，雖然民主政體未必能完全避免違反人權的問題，但政體的結構性因素使獨裁政權更易於違反人權。
民主化现代化理论的奠基者西摩·马丁·利普塞特於《政治人》一書比較欧洲民主国家及拉美独裁国家的數據统计比较分析，推斷民主化与经济发展存有正相关关系，现代化水平越高該国越可能民主。

## 歷史
於19世紀和20世紀，血統世襲的君主制逐漸衰落和消失，獨裁體制和憲政民主並列成為世界上政府組成的兩大主要政體形式。

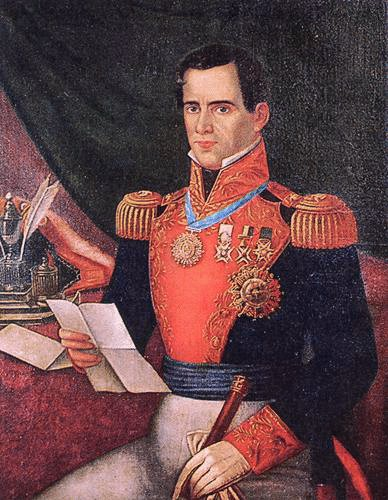
身穿墨西哥軍事制服的安東尼奧·羅培茲·聖塔·安那

### 19世紀拉丁美洲
在原有的西班牙殖民中央統治權威崩潰後，解放出來的新國家產生各種各樣的獨裁者。這些考迪罗或自封的領導人，常領導一支私人軍隊，並試圖在一地域進行政經控制後，再進攻薄弱的國家政府，如墨西哥的安東尼奧·羅培茲·聖塔·安那及阿根廷的胡安·曼努埃爾·德·羅薩斯。考迪罗主义亦被稱為军阀独裁统治。此類獨裁者又被稱為「國民擁戴的領袖」（personalismo）。
拉丁美洲後來於20世紀出現的獨裁者則相當不同，這些新世紀的獨裁者不是地方武力出身，而是常常通過軍事政變上台或是由國家軍隊軍官所拱出來的國家領袖，如墨西哥的卡列斯、阿根廷的胡安·裴隆、巴西的瓦加斯、尼加拉瓜的索摩查、海地的杜瓦利埃、智利的皮諾切特、薩爾瓦多的馬丁內斯、秘魯的萊基亞和阿爾瓦拉多、宏都拉斯的蒂武西奧·卡里亚斯·安迪诺、多明尼加的特魯希略、古巴的巴蒂斯塔、瓜地馬拉的豪尔赫·乌维科、哥斯大黎加的蒂諾科、哥倫比亞的皮尼利亞、厄瓜多的拉臘、委內瑞拉的希門內斯、巴拉圭的斯特羅斯納、烏拉圭的胡安·瑪麗亞·博達維里、玻利維亞的烏戈·班塞爾等。這些獨裁者通常和特定的社會階層形成政治聯盟，企圖維護有錢有勢權力精英階層的利益，或是建立全面的左翼社會改革。

### 20世紀政權

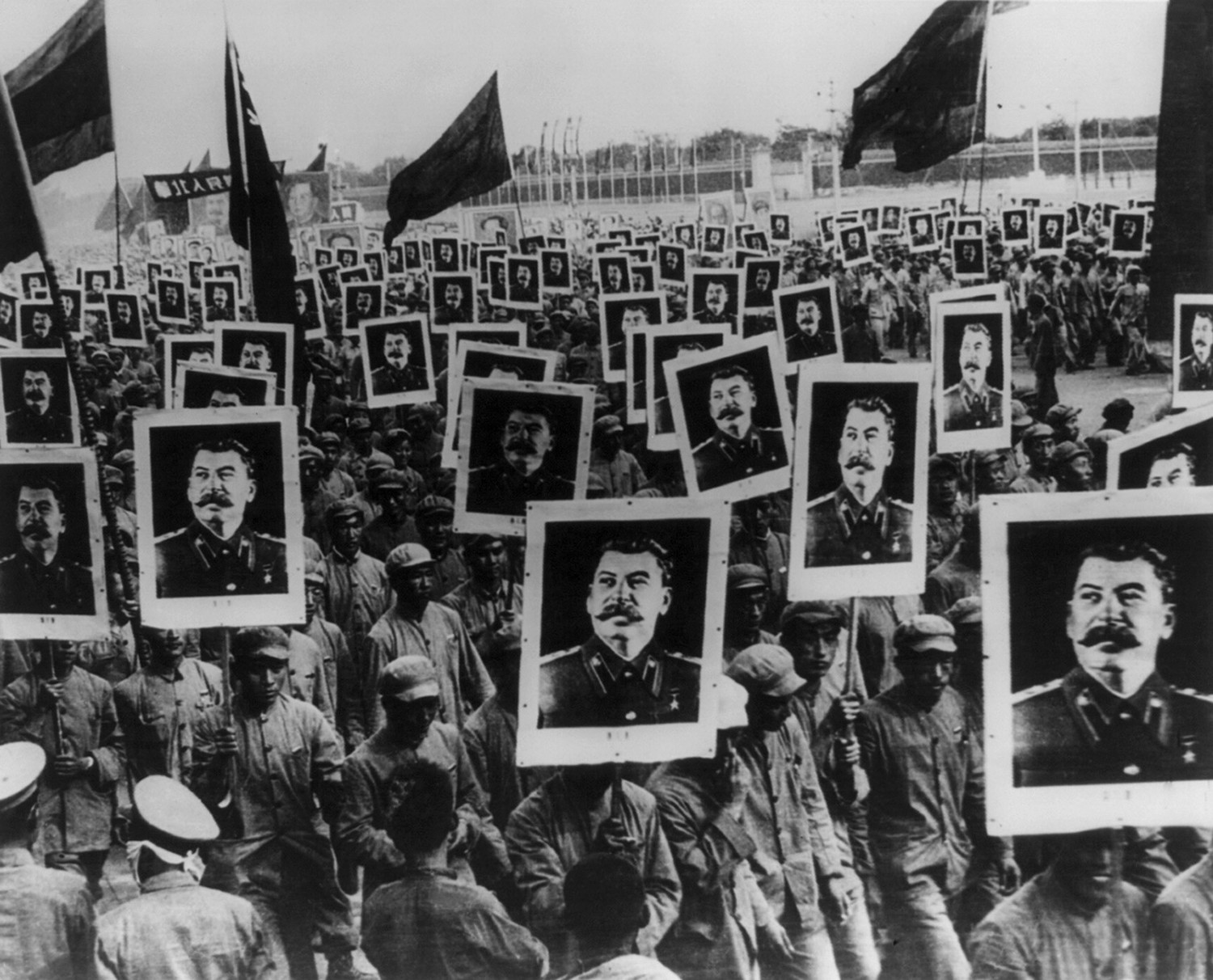
中華人民共和國慶祝史達林70歲生日活動

20世紀上半期，出現在各種科技進步國家的共產主義和法西斯獨裁政權，和拉丁美洲或非洲及亞洲的後殖民獨裁專制政權截然不同，這種現代極權獨裁的領導例子主要有：
- 在納粹德國的希特勒、在意大利王國的墨索里尼、在大日本帝國的東條英機、在匈牙利王國的霍爾蒂、在羅馬尼亞王國的揚·安東內斯庫、在西班牙國的佛朗哥、葡萄牙的薩拉查、希臘王國的梅塔薩克斯、在泰國的鑾披汶·頌堪等法西斯獨裁政權；
- 在蘇聯的斯大林，蘇聯式的共產主義獨裁政權出現在二戰之後中歐和東歐的東方集團，及中華人民共和國、朝鮮、越南、古巴和其他第二、第三世界國家，雖然他們大多數（包括蘇聯本身）已於20世紀末崩潰。

兩者的共有的獨裁關鍵因素是，將對國家的認同和單一群眾性政黨及其政治魅力超凡的政治領袖結合在一起，並採用了官方意識形態來合理化並維持政權，利用宣傳及恐怖迫害壓制反對派和持不同政見者，並利用現代科學及官僚技術來控制經濟及個人行為（見極權主義）。
法西斯主義獨裁政權不同於共產主義獨裁政權的特色之一是，其政體並未完全掌控社會經濟，就算最徹底法西斯的納粹德國也未全面壟斷國家經濟；共產主義下的獨裁政權在衰弱過程中，會經歷一段法西斯時期。
馬克思主義發展出無產階級專政的獨裁體制，列寧以理論及政治革命來證成蘇維埃，從一個「无产阶级专政的俄國形式」變成跨國的政權形式。斯大林實踐无产阶级专政時，強調權力往國家及政黨的最高領導集中是強化國家力量的做法，无产阶级专政概念被用來合理化斯大林的個人權力及其推動新的集中式工業及軍事發展策略來打造蘇維埃，並合理化其恐怖統治手段，又稱「斯大林独裁」或「无产阶级独裁」。
不同於其他類型的獨裁政權，共產主義和法西斯獨裁政權的特色在於意識型態上的極權主義傾向，使當時飽受戰亂的歐洲學者思考極權政權並反省烏托邦思想，如、1944年海耶克的《通往奴役之路》、1945年卡爾·波普的《開放社會及其敵人》、1949年歐威爾的小說《1984》、1951年漢娜·鄂蘭出版的《極權主義的起源》等。

### 二戰後亞洲及非洲
第二次世界大戰後在亞洲及非洲成立的新興國家，由於沒有強而有力的中產階級及面臨當地傳統統治階級的挑戰，從西方殖民勢力習承而來的現代憲法常行不通而成廢紙，獨裁者很快就取得權力。在這些國家裡，有部份的民選出來的國家元首或政府首腦以建立一黨專政及打壓反對者的方式取得權力，而另外的則是以軍隊武力取得政權並建力軍事獨裁。
由軍人政變成立的軍事獨裁，在歷史上有亞洲的南越、土耳其、巴基斯坦、孟加拉、北葉門、伊拉克、敘利亞、緬甸、泰國；非洲的利比亞、埃及、阿爾及利亞、蘇丹共和國、厄立特裏亞、乍得、烏干達、中非共和國、剛果、多哥、布隆迪、布吉納法索、奈及利亞、衣索比亞、加納、貝寧、索馬利亞、馬利、尼日爾、茅利塔尼亞、幾內亞、幾內亞比索、赤道幾內亞、賴比瑞亞、塞拉利昂、岡比亞等國。:205

#### 亞洲及軍事獨裁

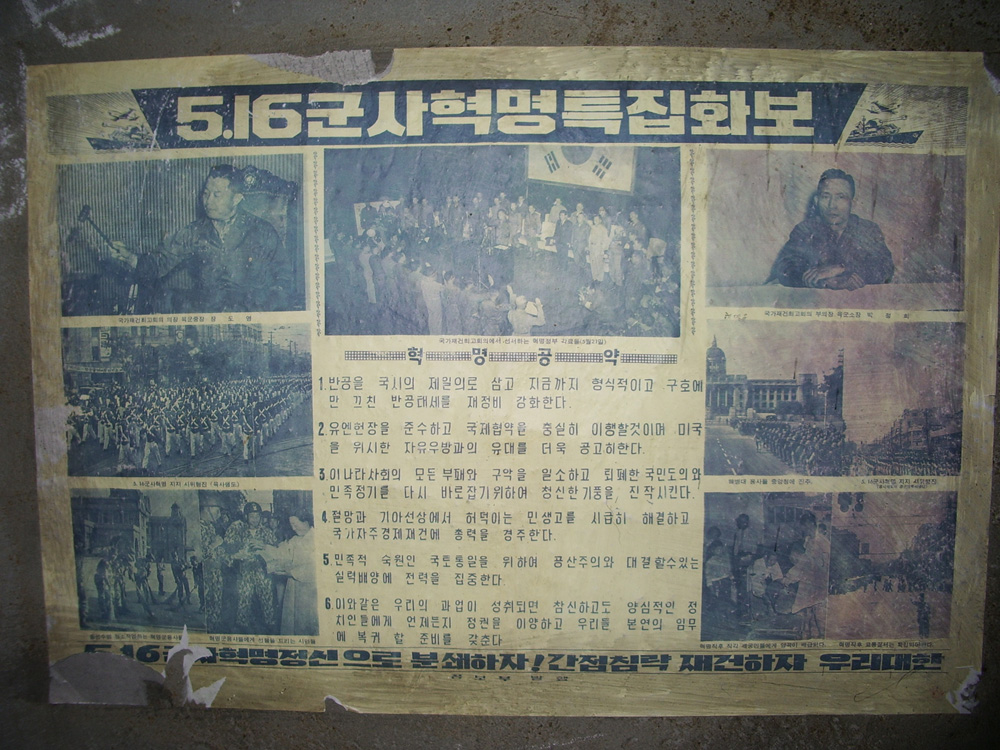
1961年5月16日韩国报纸，朴正熙政变成功。

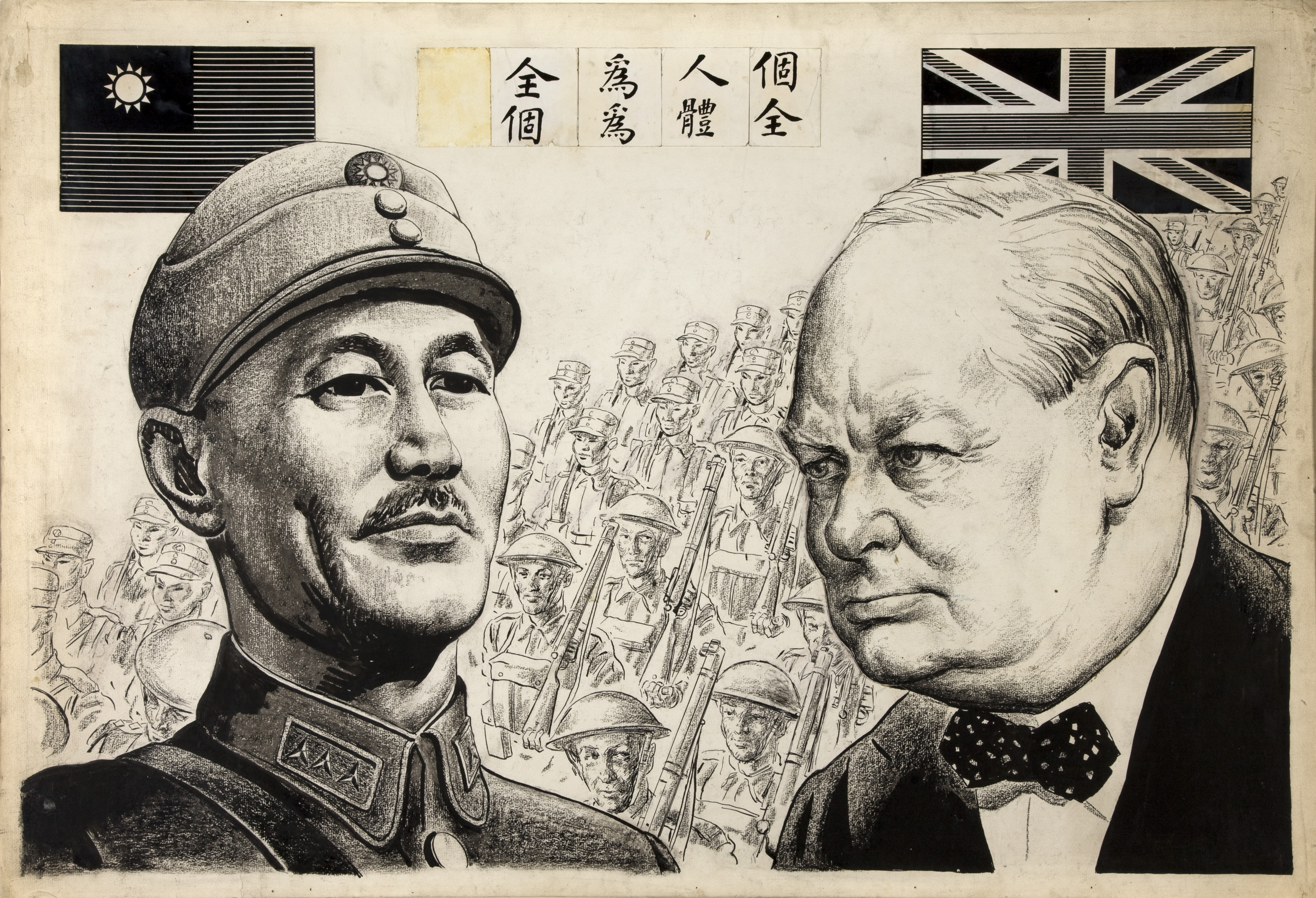
二次世界大戰時，蔣中正和丘吉尔並列的海報。

亞洲國家的發展，常常是採取發展性独裁體制，如日本的裕仁天皇、大韓民國的朴正熙、新加坡的李光耀、菲律賓的费迪南德·马科斯、高棉共和國的朗諾、馬爾地夫的加堯姆、泰國的沙立·他那叻與他儂·吉滴卡宗、印尼的蘇卡諾及蘇哈托，中華民國台灣的戒嚴時期及中華人民共和國自70年代後期之後的發展（改革開放）。
1990年代以來，歷經權威主義開發體制的韓國（朴正熙及全斗煥時代）及中華民國台灣（蔣中正及蒋經國），其開發體制已經開始「溶解」而走向民主化。
軍事獨裁體制方面，一般來說，軍人獨裁常由一位軍事強人或幾位將領組成的執政團（Junta）實行集體決策，如東南亞專制的國家緬甸的獨裁軍事執政團發展。缅甸军政府前後有吴奈温、蘇貌、丹瑞及敏昂萊等領導的軍事獨裁政體。泰國在1938年12月銮披汶·颂堪接任總理時開始，以唯泰主義的意識型態開展了泰國的軍人民族主義及軍事獨裁時代。印尼第二任总统苏哈托在位期间大量委任军人和亲信担任各政府部门职位。

##### 中國
在近代中國，中華民國國民政府在訓政時期以教導人民行使政權為名，中国国民党中央委员会成為實質領導的中央政府，垄断政治權力，使當時中國成為國民黨一黨獨大的独裁政体。汪精衛、胡漢民時期的國民黨即已開始推動黨治政治，落實屬於國民黨的單一政黨獨裁，爾後蔣中正崛起，個人的魅力開始逐漸凌駕於政黨之上，形成個人崇拜的現象。中華民国政府迁台后，動員戡亂時期臨時條款成為超越憲法的實質法律基礎。1987年時任中華民國總統蔣經國宣布解除戒嚴之後，開放黨禁、報禁，中華民國逐步往民主化發展，慢慢脫離了獨裁政體。
在國共內戰前後，儲安平對蔣中正的獨裁不滿，也不贊同中國共產黨的「人民民主專政」。
深受列寧及蘇聯革命的无产阶级专政影響，中华人民共和国和越南在毛澤東與胡志明的領導下都建立了人民民主專政的革命政權。中華人民共和國以中國共產黨為權力核心建立起無產階級專政。

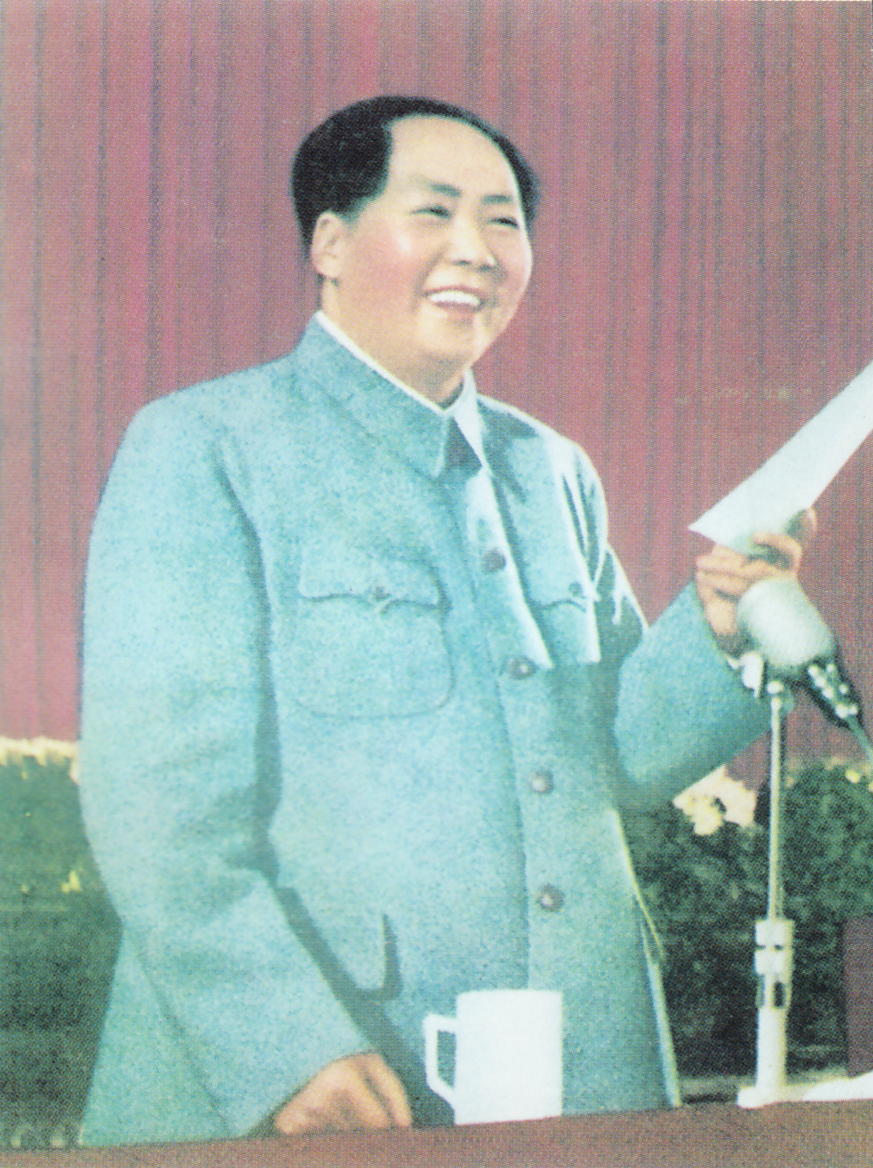
毛澤東發表講話

文化大革命確保了毛澤東在中国大陸的影響和權力，而紅衛兵的動員，以群眾專政為口號對群眾的「思想再教育」及暴力也發揮作用。毛澤東主張，无产阶级专政若無社會主義經濟的建立，其專政「就会变成修正主义的国家」，「就会转化为资产阶级专政，而且會是反動的、法西斯的專政」。
《中華人民共和國憲法》的第二份《七五憲法》，是以無產階級專政想法設立的憲法，對治權來說提高了集權和任意性，而無產階級專政的立憲模式在毛澤東逝世、四人幫被捕、文革結束後，仍影響著中國憲政發展。

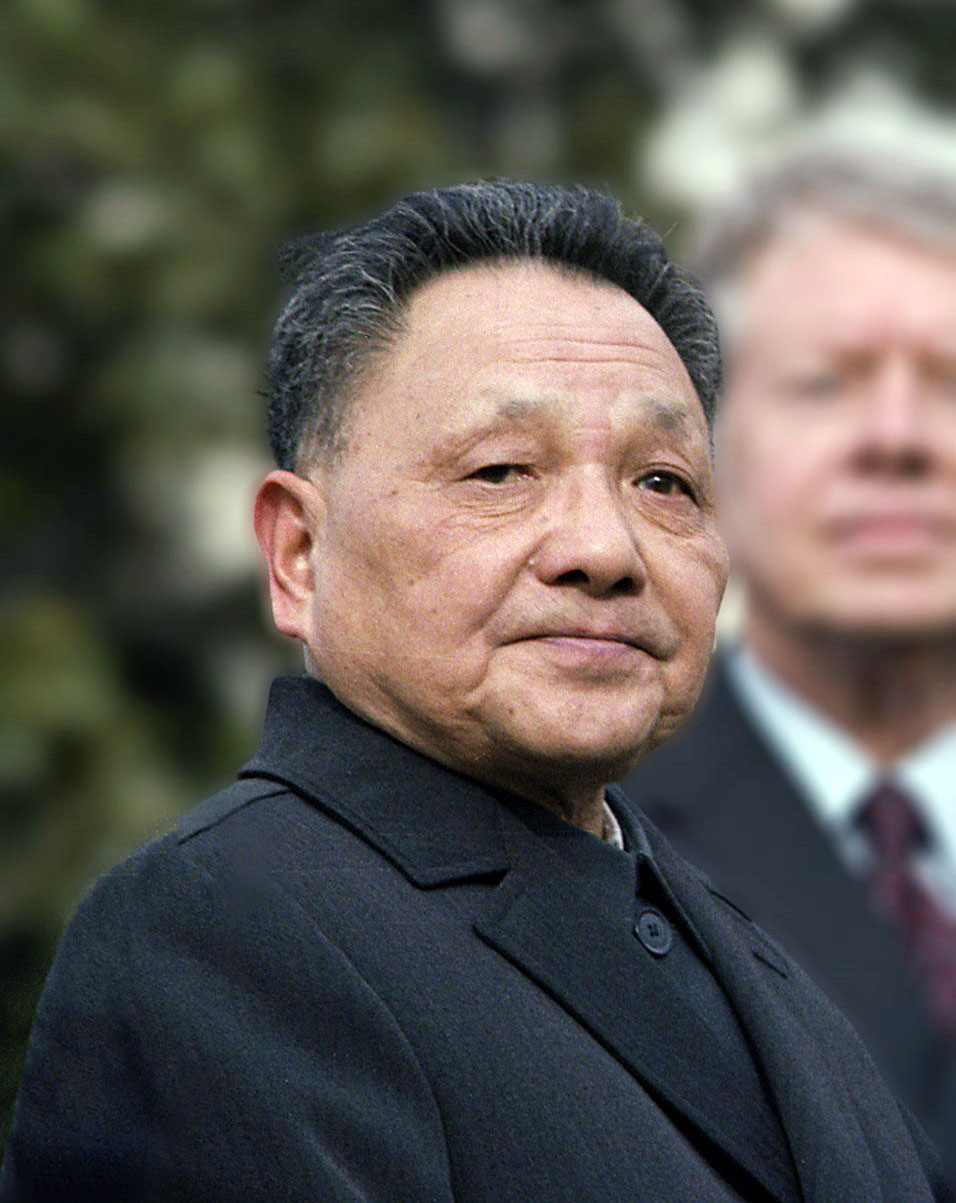
鄧小平的改革開放主張改善了中國的經濟發展，但對於政治領域仍舊維持嚴密的控制，他認為：放任「資產階級自由化」會為中國帶來嚴重災難

文化大革命结束以后，邓小平等改革派推動改革開放並廢止個人崇拜，但对中国在政治领域的开放仍十分谨慎。邓小平以鐵腕手法维护政权统治。关于中苏关系、中美关系的问题，邓小平明显感受到来自左派及右派的压力。随着中国的开放，中国人开始更多地接触西方民主人权思想，右派主张改革应该扩大到政治领域，对此他公开批评这些行动是“资产阶级自由化”的表现，坚持认为不能照搬西方的政治制度模式，而应继续走中国特色的社会主义道路，并坚称中国发展最需要的是社会稳定，“搞资产阶级自由化，就是再来一次折腾”；左派则强调应当限制改革，并返回到当时的苏联模式。
1983年，邓小平在中共十二届二中全会上指出加强马克思主义的领导克服自由主义1985年5月，邓小平提出搞资产阶级自由化就是走资产阶级道路。资产阶级自由化，就是“崇拜西方资本主义国家的『民主』、『自由』，否定社会主义”。在1986年9月28日的中共十二届六中全会上，邓小平针对资产阶级自由化发表了措辞严厉的讲话：“反对‘资产阶级自由化’，我讲得最多，而且我最坚持。自由化实际上就是要把我们中国现行的政策引导到走资本主义道路。搞自由化就会破坏我们安定团结的政治局面。

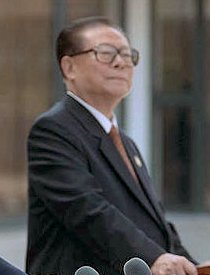
被江澤民（圖）允許加入中共的資本家被稱為「紅色資本家」

其后，2001年7月時任中共中央總書記江澤民以黨和國家領導人身份允許资本家加入共產黨。此一政策舉措引發國內外討論：除了中共党内左派发表多份「万言书」，苏绍智（原中国社科院马列所所长）稱之為是由「官僚垄断资产阶级」統治的「法西斯政权转化」，也被他人如旷新年批評為背叛無產階級工人造就「資本法西斯獨裁」。2005年前中共中央總書記胡耀邦長子胡德平於人民大會堂演說時，表達了中華人民共和國變成法西斯主義國家的看法，但他認為「不管中國是什麼樣的權威社會，即使是法西斯主義，中國人仍然希望得到公正。他們一方面希望獲取利益，另外一方面希望得到公正」。
作家王力雄也認為中國政府法西斯主義的“迹象早就存在了...我觉得有一个清晰的走向法西斯主义的趋势，而这种法西斯主义源自那些掌权者们仍在增长的权力”，如只为权力服务的“警察国家”、及针对其他国家高漲的民族主义情绪，中国能被描述成“法西斯”的特點如下：
- 一党制：从毛泽东死后「开始的经济改革，已经使这个国家通过其国有企业的盈利而变得极为富有。中国从一个贫穷的专制国家，变为一个富有的专制国家。而它的国企也跻身世界上最富有企业的行列。」
- 言论自由和结社自由與法制：「尽管有了一点放松，言论自由和结社自由的权利依然受到严重妨碍。一些高级官员公然蔑视民主。法院则服从党的领导。」
- 民族主义和“民族复兴”：「官方的口号变本加厉地鼓吹着民族主义和“民族复兴”，这个概念植根于民族主义的神秘情结，流行在上个世纪的法西斯主义思想家之间。」

以「中國現是法西斯國家」的標題為文，前南华早报记者杰士柏．贝克也评论江澤民与墨索里尼二人采用手段的显著相似性，認為中國「不是恐怖疯狂的希特勒式的国家社会主义，而是极类似贝尼托·墨索里尼法西斯主义早期的思想」。
於《世界法西斯》百科全書中，關於〈中國〉的條目亦將让资本家入党此舉總結為是『準法西斯國家』（英語：quasi-fascist state）的鞏固，而1979年後的後毛時代的政體往準法西斯國家轉型，名義上的意識型態還是馬克思主義，實質以『發展主義─收復故土─民族統一主義』為內容（英語：developmental irrendentist nationalism）。保加利亞首位民主選舉的總統哲列夫所著的《法西斯主義》一書中，認為共產主義下的獨裁政權在衰弱過程中，會經歷一段法西斯時期，並以中華人民共和國改革開放後的發展作為例子（參見赤納粹）。

###### 民主專政
《自由中國》雜誌編輯殷海光所譯弗里德里克·哈耶克的《到奴役之路》一書中，對中國共產主義的「民主專政」做出以下譯評：
為推銷其自以為良好的「制度」或「主義」而實行獨裁或極權....「制度」與「主義」未見實行，而獨裁與極權之禍先臨。....茲以共產黨人為例。彼等倡言共產主義，若干人誤以為真，起而盲從附和，及至被利用此盲從附和之力量造成暴力統治，立即實行所謂「民主專政」，於是，億萬人眾於「共產主義之利益」未見，而極權之苦味先嚐。
研究中華人民共和國集权政治体制的形成的苏绍智（原中国社科院马列所所长）說明一党专政体制並非马克思和恩格斯的想法，而是列宁的概念。列宁强调领袖的作用使一党专政等于领袖专政，而使专政集於一点成个人独裁。苏绍智區分“苏联马列主义”与“马克思主义”概念的不同，強調「马克思和恩格斯从来没有在任何著作中设想过一党专政的制度，也没有赞成过赋予一党专政体制以压迫反对者的政治权力」並說明恩格斯更强调反对党内专制独裁。苏绍智說明列宁的概念如何以高度强调领袖的作用使一党专政等于领袖专政，而使专政集於一点成个人独裁，他引用列宁：
阶级通常是由政党来领导的，政党通常是由较稳固的集团来主持的，而这个集团是由最有威信、最有影响、最有经验、被选出担任最重要职务而称为领袖的人们组成的
在工作时间绝对服从苏维埃领导人──独裁者──的意志......个人独裁成为革命阶级专政的表现者、代表者和执行者。

###### 毛泽东
毛泽东是中华人民共和国的主要缔造者，他终身出任中国共产党主席一职，控制中国共产党掌握最高权力。毛泽东任内发动文化大革命，批鬥国家主席刘少奇等领导人，在林彪和四人帮宣傳的个人崇拜下，其在中國大陸的影響和威望达到巅峰。
苏绍智進一步論證說明毛泽东的集權理論，並不如毛自己說的是“马克思加秦始皇”，而是“秦始皇+斯大林”。
中国共产党法學家王桂五相信，中华人民共和国的人民民主专政政体於其人民内部还是实行民主集中制，而非实行个人的独裁统治。毛泽东自己以为，对于人民内部来说，人民民主专政是民主的。
在中國大陸，关于毛泽东是否是独裁者也有不同意見，比如金仁主張「独裁者以专制政体为支撑，毛泽东致力于民主政体建设」等論點來論證毛澤東不是獨裁者。

###### 習近平

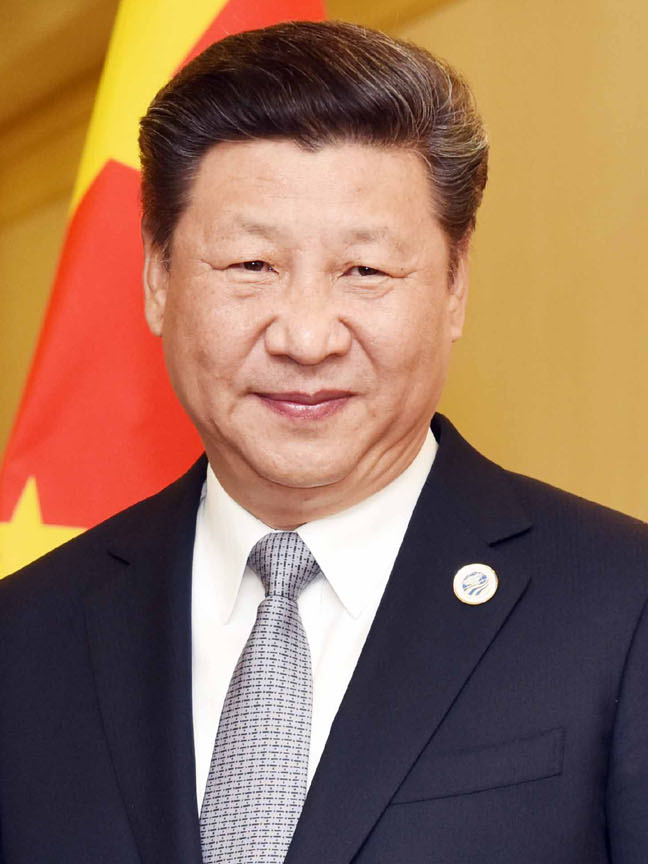
2018年中国修宪取消国家主席和副主席连续任职不得超过两届的表述，引發回到毛時代獨裁的擔憂，而中国政府驳斥此說法。

2018年中国修宪取消国家主席和副主席连续任职不得超过两届的表述，此前还加强了他作为中共中央总书记和中央军委主席的权力。英國《經濟學人》認為是中国從專制（autocracy）走向獨裁（dictatorship），美国外交关系协会Jerome A. Cohen認為中國將進入一段長而嚴厲的獨裁體制，英国衛報則報導了反對此修正案者認為習近平成為終身獨裁。但全国人大常委会法制工作委员会主任沈春耀辯稱，修正案是國内的“共識”，它協調了黨、政、軍之间的關係，是在受到普遍擁戴下才決定的，並稱“中國特色社会主义道路是光明的”、“認爲中國會回到毛澤東時代的想法毫無根據”。沈春耀還認爲，將“习近平新时代中国特色社会主义思想”寫入憲法，更是“中國共產黨和全國人民所期盼的”。。
不過美國南加州大學美中學院主任杜克雷，接受英國廣播公司採訪時不同意將取消國家主席任期制這單一事件視作回歸獨裁，他認為今次修憲「並不是這麼大的一件事」。杜克雷解釋，「黨總書記、軍委主席的職務更為重要，但本身沒有任期限制，今次取消任期限制的是國家主席，相當於一個儀式頭銜」。但杜克雷不贊成中國把權力集中在個別人士身上。他認為，一個擁有全權的領袖或只聽從少數人的意見，可能會誤判形勢，增加了不穩定的風險。
2023年3月10日，習近平在十四屆全國人大一次會議上第三次當選為中華人民共和國主席，是中華人民共和國成立以來任期最長的中國國家主席，也是中華人民共和國歷史上第一位任期超過十年的國家主席。

#### 非洲

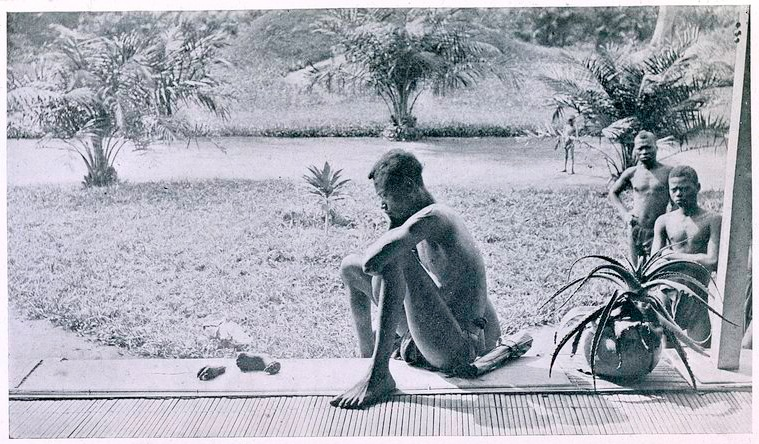
一位非洲剛果父親凝視其5歲女兒遭砍下的手和腳：此相片說明了獨裁者比利时国王利奥波德二世對剛果自由邦所實行的殘酷殖民統治。

1960年代到1980年代，非洲的軍事獨裁政權如烏干達的伊迪·阿明、剛果民主共和國的莫布托、中非共和國的卜卡薩、賴比瑞亞的塞繆爾·多伊及查爾斯·泰勒、查德的侯赛因·哈布雷、赤道幾內亞的弗朗西斯科·马西亚斯·恩圭马、衣索比亞的門格斯圖，等都以獨裁手段壓迫人民；而尼日利亚、马达加斯加、幾內亞、马里、尼日和毛里塔尼亚亦歷經軍事獨裁及政變。學者Gurtov M認為，非洲失敗的民主化歸因於長期統治者不願進行制度改變，使集權主義的文化及傳統不當延續。。至1989年為止，除了毛里求斯以外，非洲並沒有出現过执政党被选举洶汰的政黨輪替現象，學者孙哲認為是新成立的非洲政权希望以集权独裁统治的政治垄断來实现国家的现代化发展。
2010年代以茉莉花革命为代表的阿拉伯之春运动重啟世人對北非及中東獨裁國家民主化的期待，學者巨克毅稱之為第四波民主化。然而許多革命結果是產生新的獨裁政體，展示了民主化往穩定民主體制的諸多挑戰。

## 比較

### 極權與军事独裁
當代極權政府是較全面的獨裁政體，有「單一且官方的意識型態」、「單一政黨」、「政治警察」、「獨佔所有武力」等等特徵，以推行官方所定的意識型態來支配了個人生活的各個層面。:206
哲列夫以政治科學研究來區分法西斯極權政府與軍事獨裁的相異處，列出以下差異::182-183

一、法西斯實行一黨制，並確保由單一政黨壟斷政治；軍事獨裁實行無黨制，禁止並解散所有政黨，認為軍方才是唯一組織。

二、法西斯除了實行恐怖手段，還有中產階級等廣大民意背書，並在國家掌控下成立許多群眾組織；軍事獨裁則完全以恐怖手段統治國家，而無任何社會或政治基礎。

三、法西斯組成專業人士、女性、青年、體育、兒童等各種團體，讓所有人口都盡納管控之下；軍事獨裁禁止所有團體出現，在軍方將領眼中，軍隊才是唯一有必要持續存在的組織。

四、法西斯充分運用意識形態，統一所有的知識份子；軍事獨裁則用恐怖手段鎮壓所有知識份子。法西斯混合暴力與宣傳；軍事獨裁只有暴力行動。

五、法西斯透過掌控民間社會以建立極權國家；軍事獨裁所形成的政府有時並非完全符合獨裁者期待。

哲列夫主張，以上因素使軍事獨裁相當不穩定，一當道德上站不住腳便會垮台；相較之下，法西斯較熟稔運用意識形態與宣傳手段操縱社會。軍事獨裁因此常面臨抉擇，究竟要轉為中產階級民主，或是回歸法西斯極權政府:183。法西斯獨裁政體的社會基礎較廣較深，能夠避免政變發生；軍方唯有當國家戰敗時才較有可能推翻法西斯政府:184。

### 極權與法西斯
於1930與1940年代學者認為「法西斯政府」與「獨裁政府」相等，然而，「每個法西斯政府都是極權政府，但不是每個極權政府都是法西斯政府」，如君主獨裁與軍事獨裁都是獨裁政府，但並非極權政府。「法西斯政府是獨裁政府的極端樣貌，也就是完全獨裁政府，將其原則施行於公私生活之中」，而一般的獨裁政府只將其基本教條落實在軍公教等政府機器:184。
比較19世紀前半的普魯士君主立憲獨裁體制和20世紀的德國法西斯極權體制，哲列夫展示了，法西斯政體在公私生活意識型態上的控制，遠比君主獨裁體制來得全面。普魯士君主獨裁企圖將基督教義落實推及社會，但缺乏群眾組織執行，只能依靠警察扮演壓迫者，如哲學家費爾巴哈1841年出版《基督教的本質》，駁斥包含基督教以內的所有宗教，指「上帝不過是反映了人對人性的相像與對天堂的投射」直接挑戰當時的官方主流意識型態，但當時德國政府唯一能做的懲罰是讓柏林大學拒絕其擔任哲學系系主任。這種君主獨裁政府缺乏任何工具來打擊或阻擋自由思想與異端言論。相較之下，類似「德國青年」的反國家哲學與文學組織在法西斯政體下是不被允許的，而國內最進步與民主的意見因此無法整合團結對抗政府，納粹德國下的知識份子絕不可能撰寫或出版挑戰政府主流思想的文章，而就算有作家敢動筆，也沒有出版社出版，因為出版商工會受國家掌控，其成員還可能向蓋世太保告密，以避免書出版後被直接送到集中營囚禁。:185-186

## 意識形态

### 極權与社會主義
自由主義思想家海耶克認為，極權主義和社會主義沒有任何實質差異，主張極權主義和自由主義的社會沒有「中間路線」的可能；海耶克並預測福利國家將發展成極權社會主義政體。
對海耶克來說，社會主義思想並不是邪惡或不道德的意識型態，而是在追求社會主義理想時，會造就極權政體，無論有此社會主義理想的人是否想要創建一個獨裁政體
。

### 極權与國家資本主義
以佛里德里西·波洛克的國家資本主義想法為基礎之一，左派法蘭克福學派以物質文化分析，發展出一套極權政體理論，一開始說明當時歐洲法西斯主義的興起及擴散，而後延伸將法西斯德國、共產蘇聯、新政下的美國詮譯為取代歷史上自由資產級階的自由市場時代的國家資本主義。

## 外部連結
- 國際政體轉型研究1800-2012 （页面存档备份，存于）含依權力分享之三類國家趨勢變化圖 （页面存档备份，存于）
- Freedom World 2013報告 （页面存档备份，存于）的圖表 （页面存档备份，存于）指出2013年的Free Countries有90國佔46%, Partly Free Countries有58國佔30%, Not Free Countries有47國佔24%。
- 民主-獨裁（D-D）政體視覺化網站 （页面存档备份，存于）